# Triplophysa xiangshuingensis
Triplophysa xiangshuingensis är en fiskart som beskrevs av Li 2004. Triplophysa xiangshuingensis ingår i släktet Triplophysa och familjen grönlingsfiskar. Inga underarter finns listade i Catalogue of Life.